# 岐阜県民主医療機関連合会
岐阜県民主医療機関連合会（ぎふけんみんしゅいりょうきかんれんごうかい）は、岐阜県における全日本民主医療機関連合会（民医連）の地方組織。略称は岐阜民医連。

## 沿革
1969年、岐阜市南部の華陽診療所の設立から始まる。当時、生活保護受給者や結核患者の多かったこの地域で、地域有志が出資金を出し診療所づくりが進められた。

## 加盟法人

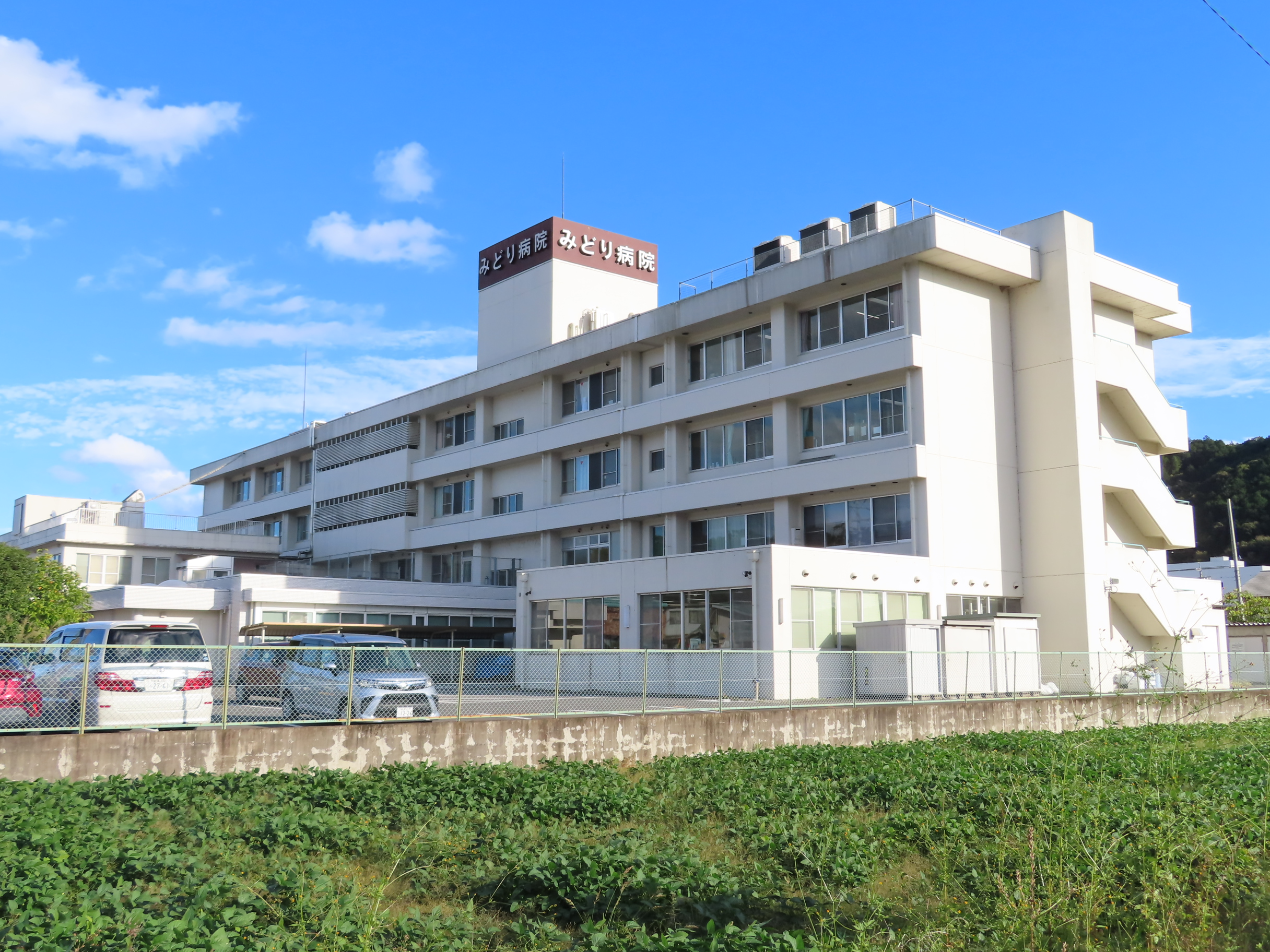
医療法人勤労者医療協会 - みどり病院
- 西濃医療生活協同組合
- 社会福祉法人みどり福祉会
- 一般社団法人ファルマネットぎふ
- 岐阜医療事業協同組合

- みどり病院